# Cornelia Römer
Cornelia Eva Römer (* 13. Oktober 1953 in Wuppertal) ist eine deutsche Papyrologin.

## Leben
Nach dem Abitur am Wilhelm-Dörpfeld-Gymnasium in Wuppertal 1972 studierte Cornelia Römer von 1972 bis 1979 an der Universität zu Köln und der Universität Florenz Klassische Philologie, Russisch und Kunstgeschichte. 1979 wurde sie in Köln bei Reinhold Merkelbach mit der Arbeit Neun christliche Texte aus der Papyrussammlung des Instituts für Altertumskunde der Universität Köln promoviert. Hier war sie anschließend auch als Assistentin und Stipendiatin tätig. Es folgten Forschungsaufenthalte in Kairo, Ann Arbor und Sydney. Von 1987 bis 2000 war sie Kustodin der Papyrussammlung der Universität zu Köln. In Köln wurde sie 1994 auch für Klassische Philologie habilitiert, 1999 wurde sie zur außerplanmäßigen Professorin ernannt. Von 2000 bis 2005 war sie Professorin für Papyrologie am University College London. 2005 bis 2009 leitete sie als Direktorin die Papyrussammlung und das Papyrusmuseum der Österreichischen Nationalbibliothek in Wien und hielt regelmäßig Lehrveranstaltungen an der Universität Wien ab, die ihr 2006 eine Honorarprofessur für das Fach „Papyrologie“ verlieh. Seit 2010 forscht sie als freie Mitarbeiterin an der Abteilung Kairo des Deutschen Archäologischen Instituts. Seit Januar 2013 ist sie Langzeitdozentin des DAAD, Büro Kairo, an der Ain-Schams-Universität. 2025 wurde Römer Mitglied der Academia Europaea.

## Schriften (Auswahl)
- mit Bärbel Kramer und Dieter Hagedorn: Kölner Papyri. Band 4 (= Papyrologica Coloniensia. Band 7,4). Westdeutscher Verlag, Wiesbaden 1982, ISBN 3-531-09915-9.
- Manis frühe Missionsreisen nach der Kölner Manibiographie. Textkritischer Kommentar und Erläuterungen zu p. 121 – p. 192 des Kölner Mani-Kodex (= Abhandlungen der Nordrhein-Westfälischen Akademie der Wissenschaften. Band 24). VS Verlag für Sozialwissenschaften, Wiesbaden 1994, ISBN 978-3-663-05379-8.
- mit Lejla Demiri: Texts from the Early Islamic Period of Egypt. Muslims and Christians at their First Encounter. Arabic Papyri from the Erzherzog Rainer Collection, Austrian National Library, Vienna (= Nilus. Studien zur Kultur Ägyptens und des Vorderen Orients. Band 15). Phoibos, Wien 2009, ISBN 978-3-85161-013-0.
- als Herausgeberin: Das Phänomen Homer in Papyri, Handschriften und Drucken (= Nilus. Studien zur Kultur Ägyptens und des Vorderen Orients. Band 16). Phoibos, Wien 2009, ISBN 978-3-85161-014-7.
- mit Herwig Maehler und Rosalia Hatzilambrou: The Oxyrhynchus papyri. Band 75 (= Graeco-Roman memoirs. Band 96). Egypt Exploration Society, London 2010, ISBN 978-0-85698-196-8.
- Alcman (= Commentaria et lexica Graeca in papyris reperta. Teil 1: Commentaria et lexica in auctores. Band 1: Aeschines – Bacchylides. Faszikel 2,1). Walter de Gruyter, Berlin/Boston 2013, ISBN 978-3-11-030296-7.
- als Herausgeberin mit Csaba Láda: Schrift, Text und Bild. Kleine Schriften von Herwig Maehler (= Archiv für Papyrusforschung. Beiheft 21). Saur, München/Leipzig 2006, ISBN 3-598-77596-2 (Aufsatzsammlung).
- mit Mohamed Gaber El-Maghrabi: Texts from the „Archive“ of Socrates, the Tax Collector, and Other Contexts at Karanis: P. Cair. Mich. II (= Archiv für Papyrusforschung. Beiheft 35). Walter de Gruyter, Berlin/Boston 2015, ISBN 978-3-11-034570-4.
- als Herausgeberin: News from texts and archaeology. Acts of the 7th International Fayoum Symposium, 29 October–3 November 2018 in Cairo and the Fayoum. Harrassowitz, Wiesbaden 2020, ISBN 978-3-447-11396-0.
- mit Mohamed Gaber El-Maghrabi: More texts from the archive of socrates. Papyri from house 17, level B, and other locations in Karanis (P. Cair. Mich. III) (= Archiv für Papyrusforschung. Beiheft 45). Walter de Gruyter, Berlin/Boston 2021, ISBN 978-3-11-071428-9.